# Гален, Клеменс фон
Блаженный граф Клеменс Августин Эммануил Йозеф Пий Антоний Губертус Мария фон Гален (нем. Clemens Augustinus Joseph Emmanuel Pius Antonius Hubertus Marie  Graf von Galen; (16 марта 1878, замок Динклаге, Ольденбург — 22 марта 1946, Мюнстер) — немецкий аристократ и кардинал, блаженный Римско-католической церкви. Епископ Мюнстера с 28 октября 1933 по 22 марта 1946. Кардинал-священник с 18 февраля 1946, с титулом церкви Сан-Бернардо-алле-Терме с 22 февраля 1946.

## Биография
Родился 16 марта 1878 года, в семье депутата рейхстага графа Фердинанда фон Галена. В 1897 году поступает в университет Фрайбурга где начинает изучать философию и литературу. Позднее, избрав карьеру священника изучал философию и теологию в университете Инсбрука. В 1933 году избран епископом Мюнстера.
Стал известен благодаря своей открытой критике нацистской политики убийства «бесполезных», в частности программы Т-4. В то же время придерживался крайне правых и антикоммунистических взглядов и считал правильной войну с Советским Союзом и сталинским режимом. 14 сентября 1941 года, спустя два месяца после начала операции «Барбаросса», епископ фон Гален выступил с проповедью, поддерживающей «поход против большевистской чумы».
Выступления епископа фон Галена вместе с недовольством населения (прежде всего родственников пациентов, подвергшихся принудительной эвтаназии) вынудили Адольфа Гитлера официально остановить программу Т-4, что разъярило нацистов. Мартин Борман выступал за то, чтобы повесить «мятежного епископа», в то время как Геббельс высказался против этого решения, мотивируя это тем, что казнь придаст фон Галену ореол мученика и вызовет недовольство среди многочисленных верующих католиков как Германии, так и за её пределами. За свои откровенно антинацистские проповеди епископ фон Гален приобрёл имя «Мюнстерский Лев» (нем. «Der Löwe von Münster»). 
После 1945 года выступал с критикой действий западных союзников (в том числе за разрушительные бомбардировки немецких городов, а также за передачу Восточной Пруссии Советскому Союзу и выселение оттуда немцев). Был избран почётным гражданином города Мюнстера.
18 февраля 1946 года был назначен кардиналом-священником, умер всего через несколько дней после возвращения из Рима. В январе 2005 года папа римский Иоанн Павел II принял решение беатифицировать кардинала графа Клеменса Августа фон Галена. Беатификация состоялась в октябре 2005, уже при папе Бенедикте XVI.
Изображен на почтовой марке ФРГ 1966 года.